# Gubbiói Szent Ubald
Gubbiói Szent Ubald (egyes használatban Ubaldo) (Gubbio, 1084 körül – Gubbio, 1160. május 16.) szülővárosának püspöke volt. 1192-től a katolikus szentek közé tartozik. Gubbio város történetének és kultúrájának máig meghatározó alakja.

## Élete
Ubaldo Baldassini néven született helyi, német származású nemesi szülők gyermekeként. Édesapját fiatalon veszítette el. Rokonságába tartozott Szent Sperandia. 
Elhívatást érzett a szerzetesi élet iránt, ezért a Szent Secondo nevét viselő kolostorba lépett be, ahol néhány évet töltött el. Ezt követően püspöke utasítására visszatért a székesegyház kolostorába, ahol annak perjele oktatta őt. 1114-ben pappá szentelték, 1117-ben a káptalan prépostja lett. Ebbéli tisztségében számos reformot hozott. Ezen reformoknak az alapját Boldog Peter de Honestis Bécsben megalakított szigorú kanonokrendje adta, amelynek szabályait II. Paszkál pápa fogadta el. Ubaldo odautazott, s három hónapig tanulmányozta a kialakított rendszabályokat, hogy bevezesse azokat saját városának kanonokjai között.
Visszatértekor nemcsak ezekről a szabályokról, hanem igénytelenségéről, szelídségéről és adakozókészségéről is híressé, népszerűvé vált. 1125-től a leégett székesegyház újjáépítését vezette, ahol saját örökségének jórészét is felhasználta. Olyan mértékben közkedvelt volt Itáliában, hogy számos püspökséget ajánlottak fel neki itt és más országokban is, de ezeket visszautasította.
Miután a püspöki szék megüresedett, Ubaldot a város lakossága más egyházi személyekkel II. Honorius pápához küldte, hogy püspököt kérjenek számukra. A pápa1129-ben megtette Ubaldot a város püspökévé. Ubald püspöki feladatai során a keresztény erények tökéletes őre lett és erőteljesen megvédte egyházmegyéjének lakosainak lelki és időleges szükségleteit is. Többek között sikerült megóvnia a várost Rőtszakállú Frigyes pusztításától.
Ubald két évig tartó hosszú és fájdalmas betegség után halt meg.

## Emlékezete
Halálát követően a városban nagy tisztelete alakult ki. Számos csodát tulajdonítottak neki már életében és halálában is. 1192-ben III. Celesztin Bentivoglio püspök kérésére a szentek sorába iktatta őt. Romolhatatlan testét, melyet először Perugia és Cagli püspöke temetett el, 1194-ben a város székesegyházából az Ignino-hegyre vitték. 1508-ban az urbinói hercegnék kívánsága szerint egy székesegyházat építettek itt. Ez a helyszín napjainkban is népszerű búcsújáró hely.
Életéről főként Theobald ostiai püspök írásaiból tudunk, aki püspökként az utódja lett. 
Segítségét a fejfájás, a gyermekbetegségek és a megszállottság ellen kérik.
A városban ma is nagy tiszteletben áll. Egyrészt igen népszerű férfinév az Ubaldo. Továbbá minden évben megtartják a Festa dei Ceri (Gyertyák ünnepe) elnevezésű rendezvényt. Ezen Ubald mellett Remete Szent Antal és Szent György kerülnek előtérbe. Az ünnepség a középkorból ered, s máig őrzi annak formáját.
Olaszország határain túl a franciaországi Thannban (Haut-Rhin) és a pennsylvaniai Jessupban is megemlékeznek róla.
A Don Matteo című sorozatban, mivel Gubbio városában játszódik, számos alkalommal kerül szóba Ubald.

## Fordítás
- Ez a szócikk részben vagy egészben  az   Ubald című angol Wikipédia-szócikk fordításán alapul.  Az eredeti cikk szerkesztőit annak laptörténete sorolja fel. Ez a jelzés csupán a megfogalmazás eredetét és a szerzői jogokat jelzi, nem szolgál a cikkben szereplő információk forrásmegjelöléseként.